# Парламентські вибори у Ліхтенштейні 1982

Парламентські вибори 1982 року в Ліхтенштейні проходили 5 і 7 лютого. Більшість отримала партія Патріотичний союз, забезпечивши собі у ландтазі 8 місць з 15. Явка виборців склала 95,4%. Ці вибори стали останніми, на яких виборцями могли бути лише чоловіки.
| Партія                       | Партія                          | Голосів | %     | Місць | +/- |
| ---------------------------- | ------------------------------- | ------- | ----- | ----- | --- |
|                              | Патріотичний союз               | 20 997  | 53,47 | 8     | 0   |
|                              | Прогресивна громадянська партія | 18 273  | 46,53 | 7     | 0   |
| Недійсних/порожніх бюлетенів | Недійсних/порожніх бюлетенів    | 94      | —     | —     | —   |
| Усього                       | Усього                          | 5 003   | 100   | 15    | 0   |

* Кожен виборець має стільки голосів, скільки місць у парламенті, тому загальна 
кількість голосів, відданих за різні партії, більше, ніж кількість виборців.